# Europabrücke Kelheim

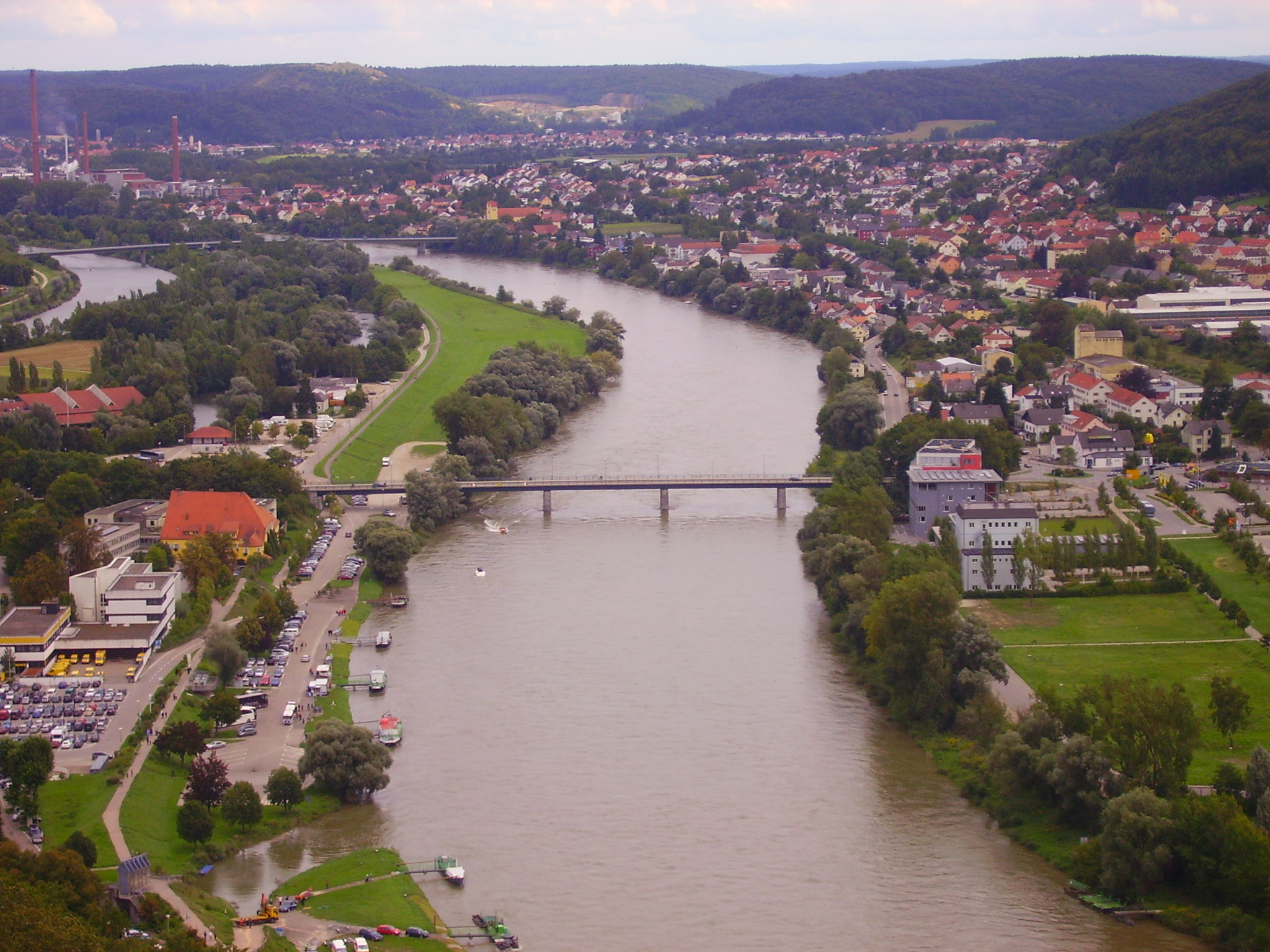
Die Europabrücke Kelheim im Hintergrund

Die Europabrücke Kelheim ist ein 381 Meter langes Bauwerk in Kelheim (Niederbayern). Die Balkenbrücke ist eine Straßenüberführung mit zwei Fahrstreifen und Gehwegen. Das Bauwerk überspannt östlich der Stadt die Donau (Donaukilometer 2412,72) und den Main-Donau-Kanal kurz vor ihrem Zusammenfluss.
Die am 6. Dezember 1977 eingeweihte Spannbetonkonstruktion ist im Grundriss gekrümmt und hat als Bauwerkssystem in Längsrichtung den Durchlaufträger. Die Stützweiten betragen für die siebenfeldrige Straßenbrücke 37,0 m + 62,0 m + 3 × 55,0 m + 70,0 m + 47,0 m, was eine Gesamtstützweite von 381,0 m ergibt. 
In Querrichtung besteht der 17,2 m breite Überbau aus zwei einzelligen Hohlkastenquerschnitten, die durch die Fahrbahnplatte miteinander verbunden sind. Die Konstruktionshöhe ist konstant 2,5 m. Die Vorspannung besteht in Längsrichtung und Querrichtung aus internen Spanngliedern.
Die Herstellung der Brücke erfolgte in sechs Abschnitten mit einem Lehrgerüst.